# 伊赫納特皮爾
51°8′37″N 28°43′56″E / 51.14361°N 28.73222°E
伊赫納特皮爾（羅馬化：Ihnatpil）是烏克蘭北部日托米爾州科羅斯滕區的村莊。該村始建於1694年，面積2.61平方公里，海拔高度146米，2001年人口1,755。